# Centaurea borjae
Centaurea borjae là một loài thực vật có hoa trong họ Cúc. Loài này được Valdés Berm. & Rivas Goday mô tả khoa học đầu tiên năm 1978.